# Скот (окръг, Мисури)
Вижте пояснителната страница за други значения на Скот.
Окръг Скот (на английски: Scott County) е окръг в щата Мисури, Съединени американски щати. Площта му е 1103 km², а населението - 40 673 души. Административен център е град Бентън.